# Delegació Nacional de Sindicats
La Delegació Nacional de Sindicats (en castellà Delegación Nacional de Sindicatos, DNS) va ser un organisme espanyol que va existir durant la Dictadura franquista. Orgànicament dependent de FET i de les JONS, estava encarregat de les qüestions sindicals, incloent la pròpia direcció i administració dels Sindicats Verticals franquistes.

## Història
La delegació Nacional de Sindicats va ser creada en 1939, com un organisme separat del difunt Ministeri d'Organització i Acció Sindical i que acabaria controlant tota l'estructura sindical. L'organisme va quedar subordinat a FET y de las JONS, el partit únic de la dictadura franquista.
Després del final de la guerra civil, al setembre de 1939 el falangista Gerardo Salvador Merino va ser nomenat delegat nacional, i al llarg dels següents mesos es va dedicar a la tasca d'edificar una estructura administrativa per als sindicats. La Llei d'Unitat Sindical de gener de 1940 va posar en mans de l'Organització Sindical Espanyola tota l'activitat sindical. Per part seva, la Llei de Bases Sindicals de desembre 1940 va establir que la delegació nacional assumiria la prefectura de l'Organització Sindical Espanyola, així com l'exercici de les funcions sindicals a través dels Sindicats Nacionals i les Centrals Nacional-Sindicalistes en els seus diversos nivells i esferes territorials. La cooperació a nivell provincial corresponia a les delegacions provincials de Sindicats.
En el context de la Segona Guerra Mundial, el 21 d'agost de 1941 la Delegació Nacional de Sindicats va signar un conveni laboral amb el Front Alemany del Treball pel qual Espanya aportaria 100 000 treballadors per a la indústria alemanya. Malgrat la dependència dels sindicats respecte a FET y de las JONS, Gerardo Salvador era partidari d'una major autonomia sindical respecte a la resta del «Movimiento» i desitjava anar més enllà de la teoria nacionalsindicalista. Després de ser defenestrat al setembre de 1941, la Secretaria general de FET y de las JONS es va fer amb l'estricte control de la Delegació Nacional de Sindicats. Es va procedir a una reestructuració orgànica de la delegació que va incloure l'establiment d'una Secretaria nacional i de quatre subsecretaries —Ordenació social, Ordenació econòmica, Obres Sindicals i Organitzacions Administratives. El nou delegat de sindicats, Manuel Valdés Larrañaga, va procedir a una purga que va amansir els revoltosos sindicats.
En 1949 l'organisme va convocar un concurs per a la construcció de la Casa Sindical de Madrid, que acollís la seu de la Delegació Nacional de Sindicats. Sota la direcció de Francisco de Asís Cabrero i Rafael de Aburto es va realitzar la construcció de l'edifici, que va ser inaugurat en 1951.
Des de 1969 el delegat nacional de Sindicats va adquirir rang de ministre sense cartera, amb presència en el consell de ministres. La Llei Sindical de 1971 va suposar que l'activitat sindical deixés de dependre del partit únic i tornés a estricte control de l'Estat, a través del nou Ministeri de Relacions Sindicals.

## Publicacions
La delegació editava publicacions de divers tipus, entre elles una publicació caràcter oficial, el Boletín Informativo de la Delegación Nacional de Sindicatos (BIDNS). Un cas especial va ser el diari vespertí Pueblo, òrgan dels Sindicats Verticals, que depenia de la Delegació Nacional de Sindicats.

## Delegats nacionals
| Nombre                          | Inicio                 | Final                  | Notas                |
| Gerardo Salvador Merino         | 9 de setembre de 1939  | 13 de setembre de 1941 |                      |
| Manuel Valdés Larrañaga         | 13 de setembre de 1941 | 18 de desembre de 1941 | Interí               |
| Fermín Sanz-Orrio y Sanz        | 18 de desembre de 1941 | 7 de setembre de 1951  |                      |
| José Solís Ruiz                 | 7 de setembre de 1951  | 29 d'octubre de 1969   |                      |
| Enrique García-Ramal y Cellalbo | 29 d'octubre de 1969   | 11 de juny de 1973     | Amb rang ministerial |